# أنشارتد: الإرث المفقود
أنشارتد الإرث المفقود (بالإنجليزية: Uncharted: The Lost Legacy)‏ هي لعبة أكشن-مغامرات تم تطويرها من نوتي دوغ ونشرتها سوني كمبيوتر إنترتينمنت . صدرت في أغسطس 2017 على بلاي ستيشن 4 . بل هو أيضا توسع مستقل أنشارتد (سلسلة) ، وهي أول لعبة لا تميز بطل الرواية ناثان دريك . وتتبع اللعبة صيادة الثروة كلوي فريزر التي تسعى خلف ناب غانيشا في جبال الهند في خضم حرب أهلية، بمساعدة المرتزقة السابقة نادين روس وشقيق ناثان سام دريك . تلعب اللعبة من تصويب منظور الشخص الثالث ؛ واستخدام اللاعبين الأسلحة النارية، واستخدام الحركات القتالية ال مشاجرة والقنابل المتفجرات لدفاع ضد الاعداء المعاديين . وعلى اللاعبين حل الألغاز، وتتضمن اللعبة لعبة منصات، اللعبة مدبلجة بالعربية الفصحى.
ذكر موسوعة ويكيبيديا في لعبة أنشارتد الإرث المفقود : حيث أنه تم ذكر "ويكيبيديا " في حوار دار بين كلوي ونادين ، حيث رأت كلوي صخرة تم رميها بواسطة منجنيق ودار الحوار كالآتي :
- كلوي -بعد رؤية الصخرة-: إصابة موفقة، الفرس امتلكوا منجنيقًا .
- نادين : "منجنيق" ؟ ، قلي "قاذفة أحجار" مثل باقي البشر .
- كلوي : "المنجنيق" نوع من قاذفات الأحجار ، يحمل مقذوفات ثقيلة ويقذفها بعيدًا ، كهذا .
- نادين : أعرفتي هذا ( أن المنجنيق نوع من قاذفات الأحجار ) أثناء تدريبك؟ .
- كلوي : بحثت على ويكيبيديا ، كباقي البشر .

## وصلات خارجية
- أنشارتد: الإرث المفقود على موقع IMDb (الإنجليزية)